# Campeonato Europeo de Natación en Piscina Corta de 2002
El VI Campeonato Europeo de Natación en Piscina Corta se celebró en Riesa (Alemania) entre el 12 y el 15 de diciembre de 2002. Fue organizado por la Liga Europea de Natación (LEN) y la Federación Alemana de Natación. 
Las competiciones se realizaron en una piscina temporal en la Sachsen Arena de la localidad alemana. 

## Resultados

### Masculino
| Evento                   | Oro                                                                                    | Plata                                                                                          | Bronce                                                                                       |
| ------------------------ | -------------------------------------------------------------------------------------- | ---------------------------------------------------------------------------------------------- | -------------------------------------------------------------------------------------------- |
| 50 m libre (12.12)       | Stefan Nystrand · Suecia · 21,55 s                                                     | Lorenzo Vismara · Italia · 21,66 s                                                             | Rolandas Gimbutis · Lituania · 21,74 s                                                       |
| 100 m libre (14.12)      | Lorenzo Vismara · Italia · 47,33                                                       | Jere Hård · Finlandia · 48,15                                                                  | Johan Kenkhuis · Países Bajos · 48,23                                                        |
| 200 m libre (15.12)      | Emiliano Brembilla · Italia · 1:45,39                                                  | Květoslav Svoboda · República Checa · 1:45,45                                                  | Matteo Pelliciari · Italia · 1:45,79                                                         |
| 400 m libre (12.12)      | Emiliano Brembilla · Italia · 3:40,60                                                  | Yuri Prilukov · Rusia · 3:41,90                                                                | Athanasios Oikonomou · Grecia · 3:44,68                                                      |
| 1500 m libre (14.12)     | Yuri Prilukov · Rusia · 14:35,06                                                       | David Davies Reino Unido 14:42,51                                                              | Christian Minotti · Italia · 14:51,43                                                        |
| 50 m espalda (13.12)     | Thomas Rupprath · Alemania · 23,66                                                     | Stev Theloke · Alemania · 24,29                                                                | Darius Grigalionis · Lituania · 24,62                                                        |
| 100 m espalda (15.12)    | Thomas Rupprath · Alemania · 51,51                                                     | Stev Theloke · Alemania · 51,71                                                                | Örn Arnarson Islandia 51,91                                                                  |
| 200 m espalda (12.12)    | Örn Arnarson Islandia 1:54,00                                                          | Stephen Parry Reino Unido 1:54,11                                                              | Gordan Kožulj · Croacia · 1:54,50                                                            |
| 50 m braza (14.12)       | Oleg Lisogor · Ucrania · 26,94                                                         | Mark Warnecke · Alemania · 27,15                                                               | Jens Kruppa · Alemania · 27,36                                                               |
| 100 m braza (13.12)      | Oleg Lisogor · Ucrania · 59,09                                                         | Hugues Duboscq Francia 59,18                                                                   | Jarno Pihlava · Finlandia · 59,49                                                            |
| 200 m braza (15.12)      | Davide Rummolo · Italia · 2:07,70                                                      | Maxim Podoprigora · Austria · 2:09,87                                                          | Richárd Bodor · Hungría · 2:10,62                                                            |
| 50 m mariposa (15.12)    | Jere Hård · Finlandia · 23,47                                                          | Miloš Milošević · Croacia · 23,62                                                              | Igor Marchenko · Rusia · 23,75                                                               |
| 100 m mariposa (13.12)   | Thomas Rupprath · Alemania · 50,77                                                     | Andri Serdinov · Ucrania · 51,57                                                               | Igor Marchenko · Rusia · 51,61                                                               |
| 200 m mariposa (14.12)   | Stephen Parry Reino Unido 1:52,91                                                      | James Hickman Reino Unido 1:53,02                                                              | Ioan Gherghel · Rumania · 1:55,49                                                            |
| 100 m estilos (15.12)    | Peter Mankoč Eslovenia 53,05                                                           | Jani Sievinen · Finlandia · 53,58                                                              | Oleg Lisogor · Ucrania · 53,65                                                               |
| 200 m estilos (12.12)    | Jani Sievinen · Finlandia · 1:55,47                                                    | Tamás Kerékjártó · Hungría · 1:56,07                                                           | Peter Mankoč Eslovenia 1:56,28                                                               |
| 400 m estilos (13.12)    | Alessio Boggiatto · Italia · 4:07,44                                                   | Jacob Carstensen Dinamarca 4:08,80                                                             | László Cseh · Hungría · 4:08,96                                                              |
| 4 × 50 m libre (15.12)   | Países Bajos · Johan Kenkhuis · Gijs Damen · Ewout Holst · Mark Veens · 1:26,41        | Italia · Lorenzo Vismara · Christian Galenda · Michele Scarica · Domenico Fioravanti · 1:26,63 | Ucrania · Danys Sylantyev · Olexandr Volynets · Oleg Lisogor · Viacheslav Shyrshov · 1:26,83 |
| 4 × 50 m estilos (12.12) | Alemania · Stev Theloke · Jens Kruppa · Thomas Rupprath · Carsten Dehmlow · 1:34,72 RM | Finlandia · Jani Sievinen · Jarno Pihlava · Tero Välimaa · Jere Hård · 1:35,69                 | Ucrania · Andri Serdinov · Olexandr Volynets · Oleg Lisogor · Viacheslav Shyrshov · 1:36,46  |

- RM – Récord mundial.

### Femenino
| Evento                   | Oro                                                                                                | Plata                                                                                                 | Bronce                                                                                      |
| ------------------------ | -------------------------------------------------------------------------------------------------- | --- | ------------------------------------------------------------------------------------------- |
| 50 m libre (15.12)       | Alison Sheppard Reino Unido 24,20                                                                  | Aliaxandra Herasimenia · Bielorrusia · 24,74                                                          | Anna-Karin Kammerling · Suecia · 24,98                                                      |
| 100 m libre (13.12)      | Alena Popchanka · Bielorrusia · Martina Moravcová · Eslovaquia · 53,66                             | — | Petra Dallmann · Alemania · 54,03                                                           |
| 200 m libre (15.12)      | Alena Popchanka · Bielorrusia · 1:55,1                                                             | Solenne Figuès Francia 1:56,26                                                                        | Josefin Lillhage · Suecia · 1:56,57                                                         |
| 400 m libre (14.12)      | Éva Risztov · Hungría · 4:01,95                                                                    | Yana Klochkova · Ucrania · 4:04,50                                                                    | Hannah Stockbauer · Alemania · 4:07,48                                                      |
| 800 m libre (13.12)      | Éva Risztov · Hungría · 8:14,72                                                                    | Flavia Rigamonti · Suiza · 8:16,16                                                                    | Hannah Stockbauer · Alemania · 8:20,92                                                      |
| 50 m espalda (14.12)     | Antje Buschschulte · Alemania · 27,62                                                              | Ilona Hlaváčková · República Checa · 27,75                                                            | Janine Pietsch · Alemania · 27,88                                                           |
| 100 m espalda (13.12)    | Antje Buschschulte · Alemania · 58,60                                                              | Ilona Hlaváčková · República Checa · 59,61                                                            | Sarah Price Reino Unido 59,83                                                               |
| 200 m espalda (15.12)    | Sarah Price Reino Unido 2:05,19                                                                    | Antje Buschschulte · Alemania · 2:06,26                                                               | Stanislava Komarova · Rusia · 2:07,57                                                       |
| 50 m braza (12.12)       | Emma Igelström · Suecia · 30,89                                                                    | Sarah Poewe · Alemania · 30,90                                                                        | Janne Schäfer · Alemania · 31,12                                                            |
| 100 m braza (15.12)      | Sarah Poewe · Alemania · 1:06,67                                                                   | Mirna Jukić · Austria · 1:07,11                                                                       | Ágnes Kovács · Hungría · 1:07,97                                                            |
| 200 m braza (13.12)      | Mirna Jukić · Austria · 2:21,66                                                                    | Sarah Poewe · Alemania · 2:21,99                                                                      | Anne Poleska · Alemania · 2:23,51                                                           |
| 50 m mariposa (13.12)    | Anna-Karin Kammerling · Suecia · 25,78                                                             | Lena Hallander · Suecia · 26,74                                                                       | Vered Borochovski Israel 26,87                                                              |
| 100 m mariposa (15.12)   | Martina Moravcová · Eslovaquia · 56,82                                                             | Anna-Karin Kammerling · Suecia · 57,94                                                                | Mette Jacobsen Dinamarca 59,09                                                              |
| 200 m mariposa (12.12)   | Éva Risztov · Hungría · 2:07,19                                                                    | Mette Jacobsen Dinamarca 2:08,30                                                                      | Roser Vives · España · 2:08,40                                                              |
| 100 m estilos (14.12)    | Martina Moravcová · Eslovaquia · 1:00,21                                                           | Alison Sheppard Reino Unido 1:00,99                                                                   | Alenka Kejžar Eslovenia 1:01,43                                                             |
| 200 m estilos (12.12)    | Yana Klochkova · Ucrania · 2:08,28                                                                 | Alenka Kejžar Eslovenia 2:09,33                                                                       | Hanna Shcherba · Bielorrusia · 2:10,23                                                      |
| 400 m estilos (15.12)    | Yana Klochkova · Ucrania · 4:29,81                                                                 | Éva Risztov · Hungría · 4:33,09                                                                       | Alenka Kejžar Eslovenia 4:33,80                                                             |
| 4 × 50 m libre (13.12)   | Suecia · Josefin Lillhage · Therese Alshammar · Anna-Karin Kammerling · Cathrin Carlsson · 1:38,65 | Bielorrusia · Aliaxandra Herasimenia · Hanna Shcherba · Sviatlana Jajlova · Alena Popchanka · 1:39,03 | Alemania · Antje Buschschulte · Dorothea Brandt · Petra Dallmann · Janine Pietsch · 1:39,56 |
| 4 × 50 m estilos (14.12) | Suecia · Jennie Lind · Emma Igelström · Anna-Karin Kammerling · Therese Alshammar · 1:48,42        | Alemania · Janine Pietsch · Sarah Poewe · Nele Hofmann · Antje Buschschulte · 1:49,25                 | Países Bajos · Suze Valen · Madelon Baans · Chantal Groot · Marleen Veldhuis · 1:50,56      |

## Medallero
| Núm. | País            | Oro | Plata | Bronce | Total |
| ---- | --------------- | --- | ----- | ------ | ----- |
| 1    | Alemania        | 7   | 7     | 8      | 22    |
| 2    | Italia          | 5   | 2     | 2      | 9     |
| 2    | Suecia          | 5   | 2     | 2      | 9     |
| 4    | Ucrania         | 4   | 2     | 3      | 9     |
| 5    | Reino Unido     | 3   | 4     | 1      | 8     |
| 6    | Hungría         | 3   | 2     | 3      | 8     |
| 7    | Eslovaquia      | 3   | 0     | 0      | 3     |
| 8    | Finlandia       | 2   | 3     | 1      | 6     |
| 9    | Bielorrusia     | 2   | 2     | 1      | 5     |
| 10   | Austria         | 1   | 2     | 0      | 3     |
| 11   | Eslovenia       | 1   | 1     | 3      | 5     |
| 11   | Rusia           | 1   | 1     | 3      | 5     |
| 13   | Países Bajos    | 1   | 0     | 2      | 3     |
| 14   | Islandia        | 1   | 0     | 1      | 2     |
| 15   | República Checa | 0   | 3     | 0      | 3     |
| 16   | Dinamarca       | 0   | 2     | 1      | 3     |
| 17   | Francia         | 0   | 2     | 0      | 2     |
| 18   | Croacia         | 0   | 1     | 1      | 2     |
| 19   | Suiza           | 0   | 1     | 0      | 1     |
| 20   | Lituania        | 0   | 0     | 2      | 2     |
| 21   | España          | 0   | 0     | 1      | 1     |
| 21   | Grecia          | 0   | 0     | 1      | 1     |
| 21   | Israel          | 0   | 0     | 1      | 1     |
| 21   | Rumania         | 0   | 0     | 1      | 1     |
|      | TOTAL           | 39  | 37    | 38     | 114   |